# Ophion flavidus
Ophion flavidus är en stekelart som beskrevs av Gaspard Auguste Brullé 1846. Ophion flavidus ingår i släktet Ophion och familjen brokparasitsteklar. Inga underarter finns listade i Catalogue of Life.